# Klara von Sachsen-Lauenburg

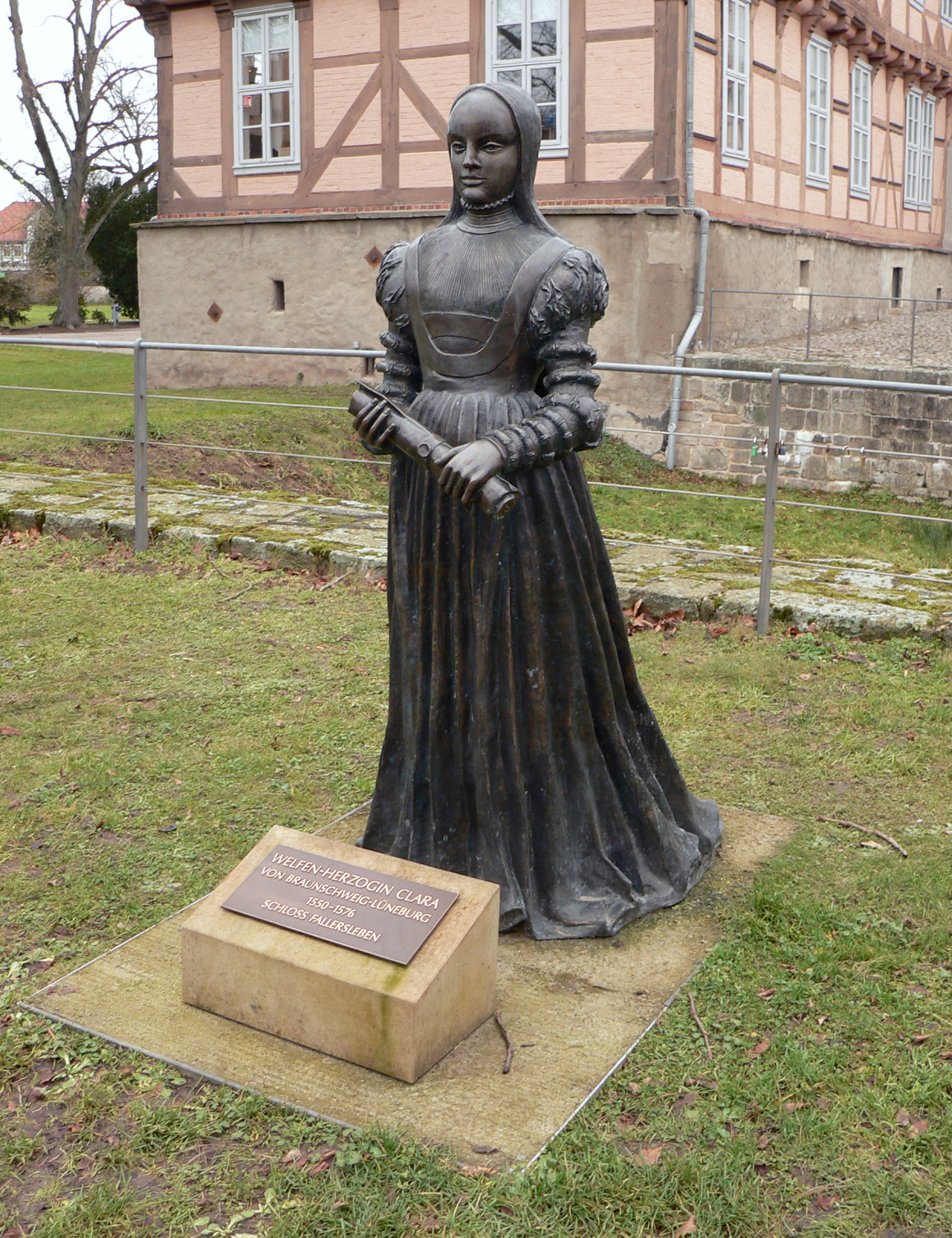
Statue von Klara von Sachsen-Lauenburg vor dem Schloss Fallersleben

Klara von Sachsen-Lauenburg (* 13. Dezember 1518 oder 1521 in Lauenburg; † 27. März 1576 in Barth) war eine Prinzessin von Sachsen-Lauenburg und durch Heirat Herzogin von Braunschweig-Gifhorn.

## Leben
Klara war eine Tochter des Herzogs Magnus I. von Sachsen-Lauenburg (1470–1543) aus dessen Ehe mit Katharina (1488–1563), Tochter des Herzogs Heinrich I. von Braunschweig-Wolfenbüttel. Ihr Geburtsdatum ist trotz intensiver Forschung nicht bekannt geworden und wird im Jahr 1518 oder 1521 vermutet.
Sie heiratete am 29. September 1547 im sachsen-lauenburgischen Schloss zu Neuhaus im Lande Darzing Herzog Franz von Braunschweig-Gifhorn (1508–1549). Das Paar galt in der Bevölkerung als äußerst beliebt, wenngleich die kurze Zweckehe unglücklich wurde. Klara, die als mildtätig galt und in der Heilkunde bewandert war, bereitete für Arme und Kranke ein Kräuterbier, das noch lange nach ihrem Tod verschickt wurde.
Nach dem Tod ihres Mannes lebte Klara auf dem ihr zugesicherten Leibgedinge auf Schloss Fallersleben, dessen Bau sie 1551 beendete. In Fallersleben sorgte sie für einen wirtschaftlichen Aufschwung. Später begab sie sich ins pommersche Franzburg, in dessen Nähe, in Barth, ihre gleichnamige, mit Herzog Bogislaw XIII. von Pommern vermählte Tochter lebte. Klara wurde in der Marienkirche bestattet, wo sich ein lebensgroßes Epitaph befindet. Das Grabmal in der Schlosskapelle Gifhorn ist leer.

## Nachkommen
Aus ihrer Ehe hatte Klara zwei Töchter:
- Katharina (1548–1565)

⚭ 1564 Burggraf Heinrich VI. von Meißen (1536–1572)
- Klara (1550–1598)

⚭ 1. 1565 Fürst Bernhard VII. von Anhalt (1540–1570)
⚭ 2. 1572 Herzog Bogislaw XIII. von Pommern (1544–1606)